# نورمان بيري
نورمان ينجيت بيري  (بالإنجليزية: Norman Pirie)‏(1 يوليو 1907 - 29 مارس 1997) هوعالم كيمياء حيوية وفيروسات بريطاني قدم إسهامات كبيرة في فهم الحمض النووي الريبوزي المنقوص الأكسجين وحمض نووي ريبوزي.